# Mitostemma margaritae
Mitostemma margaritae är en passionsblomsväxtart som först beskrevs av A.C. Cervi, och fick sitt nu gällande namn av Tillet. Mitostemma margaritae ingår i släktet Mitostemma och familjen passionsblomsväxter. Inga underarter finns listade i Catalogue of Life.